# Haiterbach
Haiterbach är en stad  i Landkreis Calw i regionen Nordschwarzwald i Regierungsbezirk Karlsruhe i förbundslandet Baden-Württemberg i Tyskland.
Staden ingår i kommunalförbundet Nagold tillsammans med staden Nagold och kommunerna Ebhausen och Rohrdorf.